# Jan Karol Chodkiewicz
Jan Karol Chodkiewicz (1560 – 24 septembre 1621 à Khotyn) (en biélorusse : Ян Караль Хадкевіч, en lituanien : Jonas Karolis Katkevičius ; dans les chansons folkloriques lituaniennes il est connu sous le nom de Katkus), était un grand hetman de Lituanie.

## Biographie
Il est fils de Jan Hieronim (Hieronymus, ou Jean-Jérôme en français) Chodkiewicz (en), et Krystyna Zborowska — originaire d'une célèbre famille de l'aristocratie polonaise. Après ses études à l'académie de Vilnius, il se rend à l'étranger pour apprendre l'art de la guerre, combattant dans l'armée espagnole au service de Ferdinand Alvare de Tolède et de Maurice de Nassau. Il combat la première fois en Pologne contre le soulèvement cosaque de Nalyvaïko. Il sert le hetman Stanisław Żółkiewski en tant que lieutenant. Il accompagne ensuite le prince Jan Zamoyski dans ses campagnes militaires.

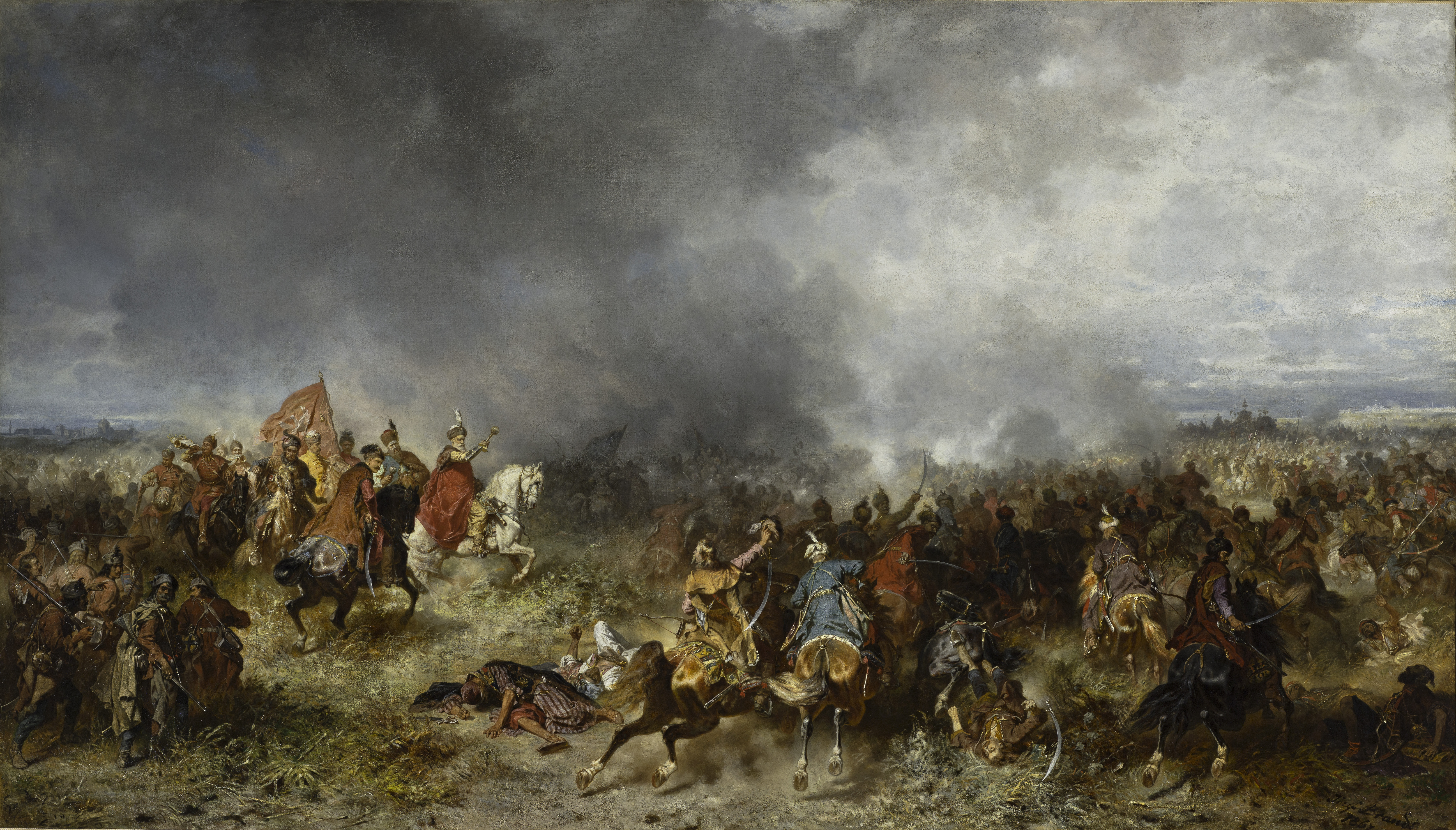
Jan Karol Chodkiewicz (en rouge) à Chocim, 1621.

En 1601, il est nommé commandant en chef (hetman) de régiments lituaniens. Chodkiewicz se fait remarquer en 1600 pendant les guerres de Bessarabie en vainquant les Turcs et leurs alliés alors qu'il servait sous les ordres du chancelier et hetman polonais, le prince Zamoyski. Un an plus tard, en 1601, il l'accompagne en Courlande. Il est nommé commandant en chef des régiments de Lituanie pendant la guerre contre la Suède en Livonie après le retour de Zamoyski en Pologne en 1602.
Malgré le peu de soutien apporté par l'Assemblée de la noblesse (Sejm) et le roi Sigismond III, il se distingue en prenant forteresse après forteresse. Il chasse le duc de Södermanland, et Charles IX par la suite, de la ville de Riga. En 1604, il annexe Dorpat (future Tartu), puis il met en déroute les généraux suédois à Bialy Kamien (Weissenstein). Il reçoit alors le titre de Grand Hetman des régiments lituaniens. Il est à l'apogée de la gloire après son extraordinaire victoire près de Dvina dans la bataille de Kircholm (aujourd'hui Salaspils, Lettonie) le 27 septembre 1605. Avec à peine 4 000 hommes (surtout les fameux hussards ailés), il anéantit une armée suédoise trois fois plus nombreuse. Il est félicité par le Pape et même par le sultan de Turquie et le shah de Perse.
Les conflits politiques internes menacent cependant la sécurité de l'État. Les soldats de Chodkiewicz, impayés depuis des années, l'abandonnent en masse. Il se retrouve seul avec une armée de mercenaires entretenue à ses frais et celui de ses amis. Chodkiewicz est l'un des rares seigneurs à rester fidèle au roi. Il aide le roi polonais à mettre fin à la rébellion de Sandomir (rokosz) en 1606 – 1607. Il repousse également les envahisseurs suédois. En 1609, il libère à nouveau Riga. Puis il entre dans Pernau.

## Mariages et descendance
En 1593, Jan Karol Chodkiewicz épouse la riche Sophie Mielecka (en) qui lui donne deux enfants :
- Hieronim
- Anne (1604 – 1625), mariée à Jan Stanisław Sapieha, grand maréchal de Lituanie.

En 1620, Jan Karol Chodkiewicz épouse Anna Alojza Ostrogska (en). Ils n'eurent pas d'enfant.

## Sources
- Notices d'autorité :   - VIAF
  - ISNI
  - BnF (données)
  - IdRef
  - LCCN
  - GND
  - Pologne
  - NUKAT
  - Suède
  - Vatican
  - Tchéquie
  - Lettonie
  - WorldCat